# مرد و سگش
مرد و سگش (فرانسوی: Un Homme et Son Chien‎) یک فیلم سینمایی فرانسوی در ژانر درام به نویسندگی و کارگردانی فرانسیس هوستر با بازی ژان-پل بلموندو که در سال ۲۰۰۸ منتشر شد.
این فیلم بر اساس یک فیلم سینمایی ایتالیایی بنام اومبرتو دی (۱۹۵۲) ساخته شده است.

## خلاصه فیلم
«چارلز» مردی سالخورده در خانه معشوقه خود، بیوه‌ای ثروتمند زندگی می‌کند. اما وقتی زن تصمیم به ازدواج مجدد می‌گیرد، او و سگش راهی خیابان‌ها می‌شوند و…